# أندرو باترسون (مهندس معماري)
أندرو باترسون (بالإنجليزية: Andrew Patterson)‏ هو مهندس معماري نيوزيلندي، ولد في 1960 في إقليم وايكاتو في نيوزيلندا.